# Ema datshi
El ema datshi (dzongkha: ཨེ་མ་དར་ཚིལ་; Wylie: e-ma dar-tshil) es uno de los platos más famosos de la cocina butanesa, reconocido como un plato nacional de Bután. Se elabora con chile y queso; "ema" significa "chile" y "datshi" significa "queso" en idioma dzongkha, de Bután.
Se pueden usar diferentes variedades de chile: chile verde, rojo y/o blanco; tanto seco como fresco. A los chiles se les llama "Sha ema", y pertenecen a la especie Capsicum annuum, siendo un tipo de pimiento que se parece mucho a la cayena, al chile poblano, al chile pasilla o al chile verde.
El queso es casero, hecho a partir de leche cuajada de vaca o yak. En el proceso, la grasa se saca para hacer mantequilla, y la cuajada restante sin grasa se usa para hacer el queso. Una vez que el queso está hecho, queda un líquido encima que se usa como sopa, el cual se puede tomar con arroz. No se desperdicia ninguna parte de la cuajada.